# József Szterényi

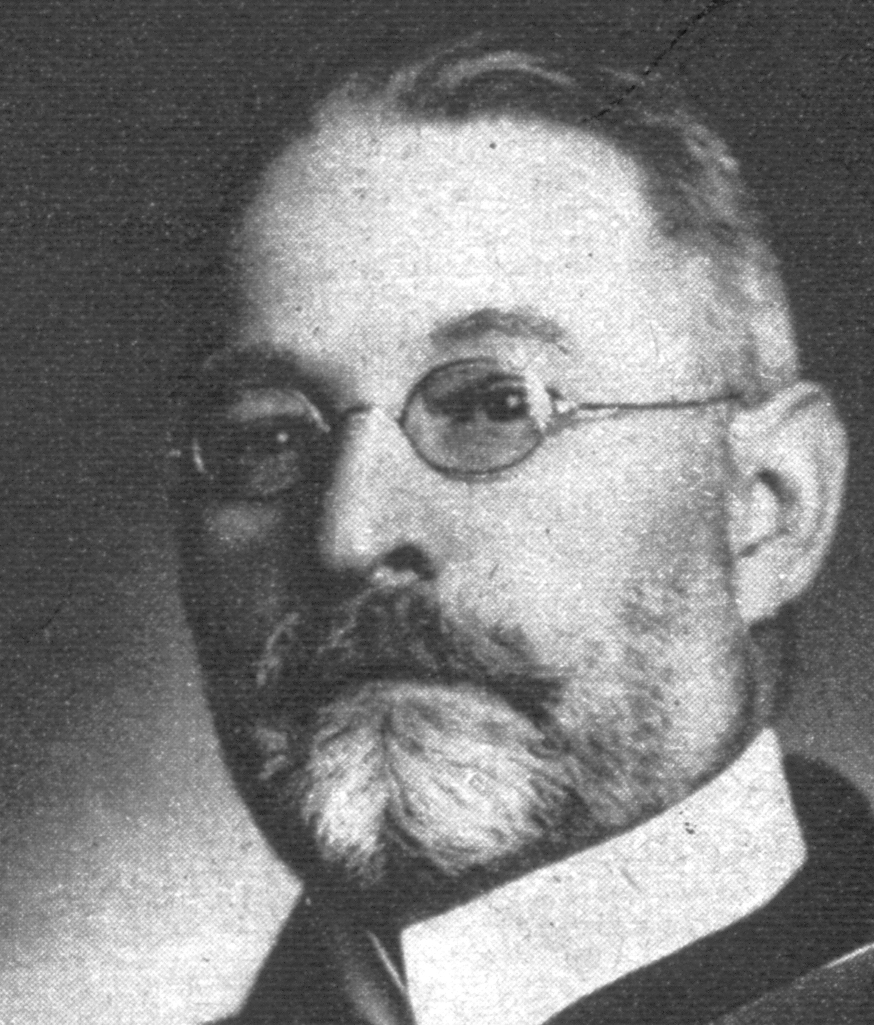
József Szterényi

József Szterényi, seit 1918 Baron Szterényi von Brassó (bis 1881 József Stern, * 25. November 1861 in Lengyeltóti, Komitat Somogy; † 6. Februar 1941 in Budapest) war ein ungarischer Politiker und Handelsminister.

## Leben
Szterényi wurde als Sohn des Újpester Rabbis Albert Stern geboren. Nach Abschluss des Gymnasiums in Budapest studierte Szterényi 1880/81 im Ausland Wirtschaft. 1882 wurde er Journalist und gründete 1885 in Brassó eine ungarischsprachige Tageszeitung. Im selben Jahr gründete er auf Anregung des ungarischen Ministeriums für Ackerbau, Gewerbe und Handel den Siebenbürgischen Industrie- und Handelsverein, dessen Generalsekretär er wurde. In dieser Zeit bereiste er auch den Balkan und Vorderasien, um die wirtschaftlichen Verhältnisse dort kennen zu lernen. 1889 ernannte ihn Handelsminister Gábor Baross zum Gewerbeinspektor für Siebenbürgen und berief ihn 1890 in sein Ministerium. Szterényi vertrat die Regierung Ungarns auf der ersten, von Kaiser Wilhelm II. einberufenen, internationalen Arbeitsschutzkonferenz. 1905 wurde Szterényi im Handelsministerium zum Staatssekretär ernannt, und wurde im Folgejahr für den Wahlkreis Brassó Abgeordneter im ungarischen Reichstag. 1918 wurde er im Kabinett von Sándor Wekerle zum Handelsminister ernannt, und übte dieses Amt bis zum Zerfall der Donaumonarchie aus. Nach dem Sieg über Rumänien im Ersten Weltkrieg vertrat Szterényi Ungarn bei der Unterzeichnung des Friedensvertrags in Bukarest. Nach Rücktritt der Wekerle-Regierung beauftragte ihn König Karl IV., dessen enger Vertrauter er war, mit der Bildung einer neuen Regierung. Dies scheiterte jedoch. Mit der Machtübernahme Mihály Károlyis und zur Zeit der Räterepublik wurde er zusammen mit Sándor Szurmay in Szentgotthárd interniert. Nach Wiederherstellung der Monarchie wurde er ab 1920 erneut Parlamentsabgeordneter und ab 1927 Mitglied des Oberhauses.